# بن غلو (نرغسان)
بن غلو (بالفارسية: بن گلو) هي قرية تقع في إيران في قسم نرغسان الریفي. يقدر عدد سكانها بـ 431 نسمة بحسب إحصاء 2016.